# Marine Drive Provincial Park
Marine Drive Provincial Park är en provinspark i Newfoundland och Labrador i Kanada. Den ligger i kommunen Pouch Cove på Avalonhalvön intill Conception Bay, omkring 3 mil norr om provinshuvudstaden St. John's. 
Intill provinsparken finns en campingplats som tidigare var en del av parken, men som privatiserades 1997.